# Niclas Ericsson
Niclas Ericsson, född 1965 i Stockholm, är en svensk journalist och författare.
Niclas Ericsson har arbetat som ledarskribent vid  Sydsvenskan, Östgöta Correspondenten och Dagens Nyheter. Sedan 2010 är han politisk krönikör för ÖstgötaCorren och Sydsvenskan, stationerad i San Francisco, USA. 
Niclas Ericsson är även deckarförfattare samt har publicerat en kokbok tillsammans med Camilla Porsman. 

### Webbkällor
- Om Niclas Ericsson på Norstedts

- Intervju med Niclas Ericsson i turkiska dagstidningen Radikal (2011-03-20)

### Fotnoter
1. ↑  ”Arkiverade kopian”. Arkiverad från originalet den 14 oktober 2011. https://web.archive.org/web/20111014143124/http://www.niclasericsson.se/about. Läst 25 november 2011.